# Tórtora terrestre rogenca
La tórtora terrestre rogenca (Columbina talpacoti) és una espècie d'ocell de la família dels colúmbids (Columbidae) que habita zones obertes, sabanes, terres de conreu i ciutats de la zona Neotropical, des de les terres baixes de Mèxic, per ambdues vessants, cap al sud, a través d'Amèrica Central fins a Panamà, i Amèrica del Sud, des de Colòmbia, Veneçuela, Trinitat, Tobago i Guaiana, cap al sud, a través de l'est de l'Equador, est del Perú, Bolívia i Brasil fins a Uruguai i nord de l'Argentina.